# Megaselia mahabadensis
Megaselia mahabadensis (лат.) — вид мелких мух-горбаток рода Megaselia из подсемейства Metopininae (двукрылые горбатки). Эндемик Ирана.

## Распространение
Центральная Азия, Иран (провинция Западный Азербайджан, Mahabad city, Ghalate-shah region, 36°46.01’N, 45°22.37’E, высота 1605 м).

## Описание
Мелкие мухи длиной около 1 мм (крылья до 1,6 мм). Лоб с тонкими микротрихиями. Щека с 5 щетинками. Грудь коричневого цвета, с 3 нотоплевральными щетинками, без расщелины перед ними; мезоплевра с волосками. Вид был впервые описан в 2019 году иранскими энтомологами Р. Н. Хамени с коллегами (Khameneh R. N., S. Khaghaninia, N. Maleki-Ravasan; University of Tabriz, Тебриз, Иран) и британским диптерологом Генри Диснеем (R. Henry L. Disney; Department of Zoology, Кембриджский университет, Кембридж, Великобритания). Видовое название дано по имени места обнаружения (Mahabad city).